# Wieża Einsteina
Wieża Einsteina (niem. Einsteinturm) – obserwatorium astronomiczne znajdujące się w Parku Nauki im. Alberta Einsteina na wzgórzu Telegrafenberg w Poczdamie. Zostało zaprojektowane w stylu ekspresjonistycznym przez architekta Ericha Mendelsohna w 1918 roku i wybudowane w latach 1920–1922. Zlecenie projektu architekt otrzymał od astronoma Erwina Freundlicha, który potrzebował odpowiedniego obserwatorium do badań nad potwierdzeniem teorii względności Alberta Einsteina. Obecnie obserwatorium należy do Poczdamskiego Instytutu Astrofizyki (niem. Leibniz-Institut für Astrophysik in Potsdam) i zajmuje się badaniami związanymi ze Słońcem.

## Historia

### Przyczyny powstania i budowa
Wieża Einsteina została zaprojektowana w 1918 roku przez Ericha Mendelsohna (1887–1953), uważanego za prekursora współczesnej architektury. Projekt Mendelsohnowi zlecił astronom Erwin Freundlich, którego z architektem łączyły przyjacielskie relacje. Freundlich zamierzał prowadzić obserwacje i eksperymenty związane z przesunięciem ku czerwieni wywołanym przez pole grawitacyjne Słońca, mające na celu potwierdzenie teorii względności, opracowanej w latach 1911–1915 przez Alberta Einsteina. Do tego potrzebował specjalnego obserwatorium astronomicznego, które byłoby w stanie pomieścić odpowiedni teleskop słoneczny. Mendelsohn, który wtedy przebywał na froncie zachodnim I wojny światowej przyjął zlecenie, będące jednym z pierwszych, dużych projektów w jego karierze. Realizacja zlecenia opóźniała się jednak ze względu na brak funduszy, spowodowany kryzysem politycznym i gospodarczym w Niemczech po I wojnie światowej. Ze względu na międzynarodową sławę Einsteina władze gotowe były przeznaczyć na budowę obserwatorium 150 tysięcy marek (później zdecydowały o zwiększeniu tej sumy do 200 tysięcy), jednakże kwota ta była niewystarczająca, dlatego w 1919 roku rozpoczęto zbieranie darowizn. Do końca tego roku zebrano 1,3 miliona marek.
Budowa obserwatorium rozpoczęła się w 1920 roku. Jako miejsce budowy wybrany został południowy stok leżącego na obrzeżach Poczdamu wzgórza Telegrafenberg. Dwa lata później budynek, który wznoszony był jako rodzaj powłoki dla ustawionego wcześniej na osobnym fundamencie teleskopu, został ukończony. W 1924 roku w budynku zostały zamontowane pozostałe przyrządy naukowe, po czym w grudniu tego roku odbyło się oficjalne otwarcie obserwatorium. W 1928 roku przy wejściu do obserwatorium zostało ustawione popiersie Alberta Einsteina autorstwa rzeźbiarza Kurta Haralda Isensteina. W 1933 roku popiersie zostało schowane przez jednego z pracowników w celu ochrony przed zniszczeniem przez władze nazistowskie, i przechowane do 1945 roku. Przez ten czas na miejscu popiersia znajdował się umieszczony po jego usunięciu kamień jako kalambur: niem. ein Stein. Pod koniec II wojny światowej, w 1945 roku wieża Einsteina została zniszczona. Od tego momentu znajdowała się w stanie ruiny. W latach 1997–1999 została przeprowadzona gruntowna renowacja wieży.

### Architektura

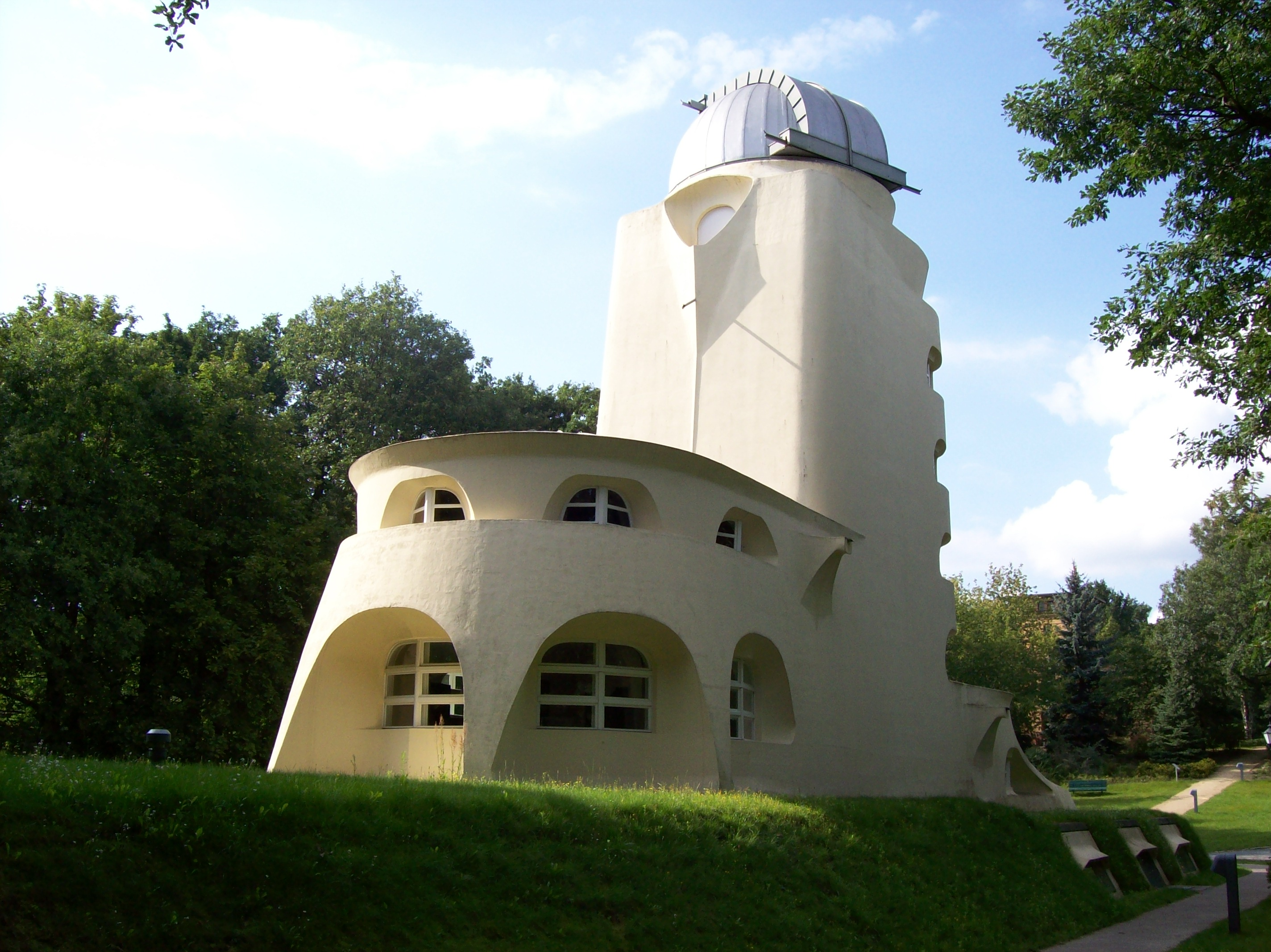
Wieża Einsteina widziana z tyłu

Wieża Einsteina jest jednym z najważniejszych budynków zbudowanych w stylu ekspresjonistycznym, jest też uważana za jeden z najbardziej wyjątkowych przejawów awangardowej architektury początku XX wieku. Projekt budynku Mendelsohn pierwotnie zrealizował gdy przebywał jeszcze na froncie wojennym, w postaci prostego rysunku wykonanego „kilkoma pociągnięciami pędzla”. Odgórne założenia przedsięwzięcia (ustawiony przed rozpoczęciem budowy na fundamencie teleskop), a także wymagania dotyczące umieszczenia innych przyrządów naukowych sprawiły, że zadaniem Mendelsohna było jedynie zaprojektowanie odpowiedniej „powłoki” dla wyposażenia technicznego. Motywem przewodnim projektu Mendelsohna był rytm liniowy, który został zestawiony z symboliką odnoszącą się do przyrządów optycznych, zawartą w formie budynku. Symbolika ta szczególnie odznaczała się w osadzonych w głębokich wnękach i zakrzywionych oknach, które pozwalały na ciekawą grę światła i cienia. Mendelsohn świadomie dążył do stworzenia budynku pozbawionego kątów prostych, który bardziej sprawiałby wrażenie uformowanego niż zbudowanego, a w kwestii architektury miał wyrażać dynamiczną wymianę masy i energii nieodłącznie związaną z teorią względności Alberta Einsteina. Gdy po raz pierwszy pokazał Einsteinowi budynek obserwatorium, ten określił go mianem: organiczny. Einstein prawdopodobnie preferował konserwatyzm w architekturze i raczej nie przepadał za budynkiem zaprojektowanym przez Mendelsohna.
Głównym elementem budynku jest mająca trzy kondygnacje wieża, na której szczycie umieszczona jest kopuła obserwacyjna. Oprócz tego w skład budynku wchodzi także część parterowa mieszcząca pracownie naukowe oraz poziom podziemny, w którym znajduje się laboratorium. Z wyjątkiem części podziemnej i górnego fragmentu wieży, wykonanych z żelbetu, budynek został wybudowany w tradycyjnej technologii, z cegieł wykończonych tynkiem. Pierwotnie planowano wybudować całą konstrukcję obiektu z żelbetu, jednak z przyczyn ekonomicznych, a także powodu niedojrzałej techniki i słabej jakości materiałów zdecydowano się na wykorzystanie cegieł do realizacji jej większej części. Jeszcze w trakcie budowy powstały uszkodzenia konstrukcji budynku, z powodu których w późniejszym czasie wymagał on wielu remontów.

## Współczesność

### Wyposażenie i działalność

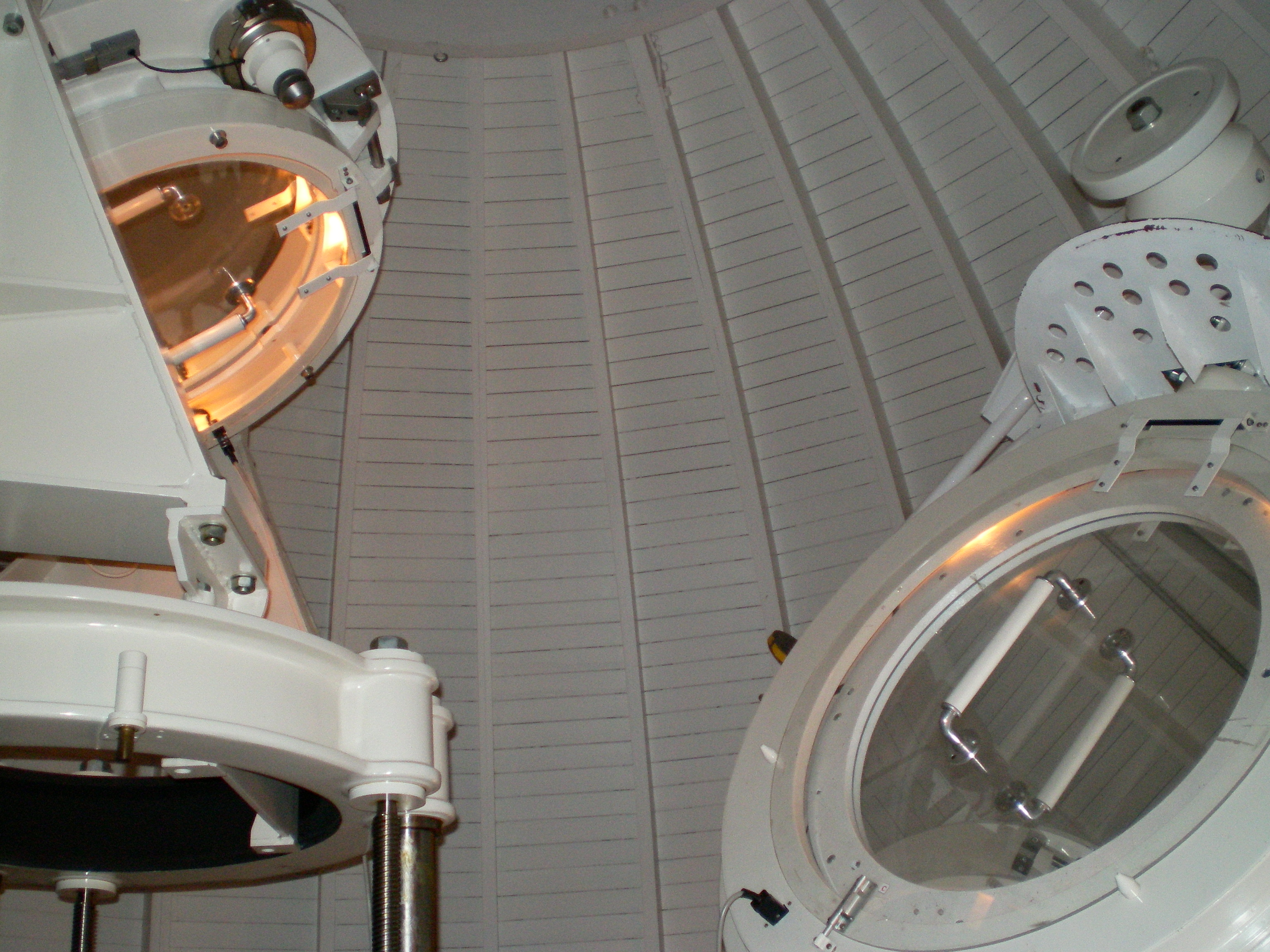
Przyrządy naukowe we wnętrzu kopuły wieży Einsteina

Wieża Einsteina obecnie należy do Poczdamskiego Instytutu Astrofizyki (niem. Leibniz-Institut für Astrophysik in Potsdam). Jest znaczącym ośrodkiem badań związanych ze Słońcem. W jej wnętrzu znajduje się teleskop słoneczny o wysokości 14 m i średnicy obiektywu wynoszącej 60 cm, a także spektrograf o długiej ogniskowej. Przyrządy optyczne oraz mechaniczne pozwalają na osiągnięcie rozdzielczości widmowej 10^6. W dobrych warunkach możliwe jest uzyskanie obrazu o rozdzielczości wynoszącej od 1" do 2". Głównym punktem obserwacji są pomiary widmowo-polarymetryczne w grupach plam słonecznych. Analiza polaryzacji światła pozwala na pozyskanie informacji o polu magnetycznym i polu wektorowym na powierzchni Słońca. W oparciu o obserwacje z teleskopu tworzone są również mapy pola magnetycznego na Słońcu. W znajdującym się w podziemnej części budynku laboratorium prowadzone są różne badania nad światłem słonecznym, które do laboratorium jest kierowane za pomocą specjalnego lustra.
Obserwatorium z jego stałą dostępnością instrumentów naukowych oraz laboratorium odgrywa ważną rolę w kształceniu młodych naukowców, a także w rozwoju i testowaniu nowych widmowo-polarymetrycznych przyrządów ogniskowych, przeznaczonych do użytku w dużych teleskopach. Wieża Einsteina jest przez to ważnym uzupełnieniem obserwatoriów z dużymi teleskopami słonecznymi, znajdujących się na Teneryfie.

### Zwiedzanie
Obserwatorium jest udostępnione do zwiedzania, jednak ze względu na trwające w nim badania można je zwiedzać tylko z przewodnikiem, w okresie od października do marca.